# Hypocysta adianta
Hypocysta adianta är en fjärilsart som beskrevs av Jacob Hübner 1825. Hypocysta adianta ingår i släktet Hypocysta och familjen praktfjärilar. Inga underarter finns listade i Catalogue of Life.